# Lifelong learning
Il lifelong learning o LLL (in italiano: formazione permanente o apprendimento permanente o apprendimento continuo) è un processo individuale intenzionale che mira all'acquisizione di ruoli e competenze e che comporta un cambiamento relativamente stabile nel tempo. Tale processo ha come scopo quello di modificare o sostituire un apprendimento non più adeguato rispetto ai nuovi bisogni sociali o lavorativi, in campo professionale o personale.
Con il termine "lifelong learning", si intende l'educazione durante tutto l'arco della vita, dalla nascita alla morte, quell'educazione che inizia ancor prima della scuola e si prolunga fin dopo il pensionamento.

## Definizione
Il lifelong learning si presenta come un elemento unitario ed unificante, che cambia la prospettiva formativa dell'individuo e della società, anche se rimane fortemente finalizzato soprattutto al lavoro, sia in termini di conoscenza necessaria per ricoprire determinate posizioni, che in termini di nuovi posti.
Il lifelong learning rimane comunque una nuova concezione della formazione, che ci discosta dalla concezione di formazione dei lavoratori degli anni '60-'70. Ora la formazione diventa accattivante e commisurata alle esigenze della persona, si tratta di comunicare ed ascoltare le necessità dell'individuo per migliorare complessivamente la sua vita. Il dato straordinario della rivoluzione attuata dall'apprendimento permanente è la contaminazione tra le conoscenze acquisite attraverso la formazione e quelle derivanti dell'esperienza di vita quotidiana, apprendimento esperienziale.
Il lifelong learning ha una sua estensione ed una naturale conclusione, rappresentata dal "Lifewide learning" (istruzione e formazione che abbracciano tutti gli aspetti della vita), che sottolinea il concetto per il quale la formazione può aver luogo in tutti gli ambiti, e in qualsiasi fase dell'esistenza.
Il Programma d'azione comunitaria nel campo dell'apprendimento permanente, o Programma di apprendimento permanente (Lifelong Learning Programme, LLP) riunisce al suo interno tutte le iniziative di cooperazione europea nell'ambito dell'istruzione e della formazione dal 2007 al 2013. Ha sostituito, integrandoli in un unico programma, i precedenti Socrates e Leonardo, attivi dal 1995 al 2006.
In particolare si propone di promuovere, all'interno della Comunità, gli scambi, la cooperazione e la mobilità tra i sistemi d'istruzione e formazione in modo che essi diventino un punto di riferimento di qualità a livello mondiale.
Il Programma di apprendimento permanente rafforza e integra le azioni condotte dagli Stati membri, pur mantenendo inalterata la responsabilità affidata ad ognuno di essi riguardo al contenuto dei sistemi di istruzione e formazione e rispettando la loro diversità culturale e linguistica.
Il Programma di apprendimento permanente (LLP - Lifelong Learning Programme), principale programma comunitario di finanziamento nel settore dell'istruzione, consente lo svolgimento di attività formative lungo tutto l'arco della vita che prevedono la mobilità in Europa.

## Storia
Il concetto di lifelong learning ha origine nel 1930, quando però, era ancora strettamente legato all'idea di istruzione popolare, educazione degli operai; la messa a fuoco era quindi sulla formazione del lavoratore e lo scopo era quello di migliorare il rendimento in ambito lavorativo.
L'idea di educazione permanente comincia a modificarsi ed avvicinarsi a come la intendiamo oggi, intorno al 1972: l'UNESCO rilascia il rapporto Faure intitolato "Learning to Be", dove specifica cosa si intende per educazione permanente, intesa come istruzione che accompagna l'individuo lungo tutto l'arco della vita, in diversi luoghi e con diverse modalità.
Ciò che ha permesso il modificarsi del concetto di educazione permanente è l'evoluzione del soggetto della formazione.
In Europa dal 1996, anno di pubblicazione del Libro bianco di Cresson, è stato coniato un nuovo concetto di formazione; viene ufficializzato in questi anni il lifelong learning e celebrato con la valorizzazione della società della conoscenza. Da questo momento non si parla più di educazione ma di apprendimento.
Nel 1997 (Conferenza di Amburgo) avviene quel superamento delle divisioni tra educazione formale, non formale ed informale, per la promozione di una formazione in grado di diffondere i valori della democrazia e della cittadinanza attiva e migliorare lo sviluppo e la crescita dell'individuo.
Nel 2000 con la Conferenza di Lisbona, l'Europa si pone l'obiettivo di adattare l'istruzione e la formazione ai bisogni dei cittadini in tutte le fasi della loro vita per promuovere l'occupabilità e l'inclusione sociale. 
Al 2001 risale l'ampliamento della definizione di lifelong learning, intendendo con questo tutte le attività avviate in qualsiasi momento della vita, volte a migliorare la conoscenza la capacità e la competenza in una prospettiva personale, civica sociale ed occupazionale.
Infine, nel 2002 l'istruzione e la formazione diventano i mezzi indispensabili per promuovere la coesione sociale, la cittadinanza attiva, la realizzazione personale e professionale, l'adattabilità e l'occupabilità.

## Obiettivi
Il lifelong learning è lo strumento essenziale per affrontare una complessa epoca di cambiamenti, per superare le barriere ancora esistenti tra educazione formale, non formale ed informale, per promuovere la realizzazione dell'individuo sia a livello individuale che sociale.
L'obiettivo generale del lifelong learning è quello di contribuire, attraverso l'apprendimento permanente, allo sviluppo della Comunità quale società avanzata basata sulla conoscenza, con uno sviluppo economico sostenibile, nuovi e migliori posti di lavoro e una maggiore coesione sociale, garantendo nel contempo una valida tutela dell'ambiente per le generazioni future (Strategia di Lisbona). In particolare si propone di promuovere, all'interno della Comunità, gli scambi, la cooperazione e la mobilità tra i sistemi d'istruzione e formazione in modo che essi diventino un punto di riferimento di qualità a livello mondiale.
Il lifelong learning ha l'obiettivo di sostenere lo sviluppo di un'istruzione permanente di qualità (con riferimento agli articoli 149 e 150 del Trattato di Roma che sanciscono la responsabilità dell'Unione Europea in tema di istruzione e formazione), e inoltre di sostenere gli Stati Membri dell'Unione nello sviluppo dei propri sistemi educativi e formativi. Sono stati fissati, inoltre, degli obiettivi precisi da conseguire durante l'arco del Lifelong Learning Programme.
Tali obiettivi si esprimono in azioni che incoraggiano la creazione di collegamenti tra persone, istituzione e tra gli stessi Stati nel settore formativo. Il Consiglio Europeo tenutosi a Lisbona nel marzo 2000 allo scopo di “fornire agli Stati membri una base di lavoro a livello europeo”, ha sviluppato tre obiettivi strategici:
1. migliorare la qualità e l'efficacia dei sistemi di istruzione e di formazione nell'Unione europea;
2. facilitare l'accesso di tutti ai sistemi di istruzione e di formazione;
3. aprire i sistemi di istruzione e formazione al mondo esterno.

La formazione permanente è una strategia globale che interessa una molteplicità di attori istituzionali e di soggetti sociali. Il suo obiettivo prioritario è di assicurare l'inclusione sociale e lavorativa, finalità che pone fortemente l'accento su politiche territoriali senza preclusioni di genere e di stratificazione sociale; quindi, si potrebbe affermare che apprendere da adulti non è più una scelta, ma una necessità.

## Il lifelong learning nella società della conoscenza
Il processo del lifelong learning si fonda sul concetto di apprendimento in età adulta e deriva dalla necessità nella nuova società della conoscenza di apprendere per tutta la vita nuove conoscenze, competenze o abilità, non solo nell'ambito professionale ma anche in quello in cui si definisce il ruolo sociale dell'essere adulti. A differenza del tradizionale modo di apprendere l'individuo è responsabile in toto di ciò che apprende, del modo in cui apprende e della situazione e il contesto in cui sceglie di realizzare il proprio apprendimento e richiede, dunque, la relativa capacità di gestire la propria conoscenza in maniera cosciente e critica. Questa pratica concerne quindi ogni tipo di apprendimento, formale (istituzionale) e informale (che si realizza fuori dal sistema istituzionale classico, all'interno ad esempio di un luogo di lavoro o di determinate pratiche sociali), che induca il soggetto ad adattarsi al cambiamento.
L'educazione formale è ogni tipo di educazione strutturata e regolare, organizzata dalle istituzioni, che si conclude con un certificato di riconoscimento, quale può essere il diploma o la laurea ad esempio. È un'educazione suddivisa cronologicamente per gradi, dalla scuola primaria, alla secondaria, all'insegnamento universitario (o superiore). Inoltre include una varietà di programmi e di istituti specializzati per la formazione tecnica e professionale.
L'educazione non formale è un'attività educativa intrapresa al di fuori del sistema formale e perciò al di fuori della scuola e al di fuori delle attività curricolari. L'educazione non formale e le attività extra-curricolari che la compongono non rilasciano alcuna documentazione o certificato di frequenza, ed è rivolta a categorie di utenti ben individuabili e si pone determinati obiettivi nel campo dell'apprendimento.
Infine, l'educazione informale rappresenta l'apprendimento non pianificato. È un processo, non legato a tempi o luoghi specifici, per il quale ogni individuo acquisisce – anche in modo inconsapevole o non intenzionale- attitudini, valori, abilità e conoscenze dall'esperienza quotidiana e dalle influenze e risorse educative nel suo ambiente: dalla famiglia e dal vicinato, dal lavoro e dal gioco, dal mercato, dalla biblioteca, dal mondo dell'arte e dello spettacolo, dai mass-media.
Tale processo ha origine in quella che oggi viene definita learning society (o società della conoscenza), una società in cui apprendere è la condizione fondamentale per vivere al suo interno e stare al passo con i cambiamenti della nostra epoca (ad esempio le innovazioni tecnologiche). Mentre prima le competenze e le abilità che ci fornivano i tradizionali percorsi di istruzione ci erano sufficienti per tutto il percorso (o quasi) della nostra vita lavorativa e sociale, oggi si propone l'esigenza di un continuo aggiornarsi. Emerge allora la necessità di far fronte a situazioni sempre nuove, di essere in grado di rispondere alla domanda, in continua trasformazione, della società, di tenersi sempre aggiornati sulle nuove esigenze.

## Modelli di formazione
I modelli di formazione rappresentano dei punti di riferimento sia di carattere psicologico che pedagogico e garantiscono coerenza e congruenza fra metodi e obiettivi didattici. Parlare di modelli formativi specifici ed esclusivi per specifiche figure professionali è sicuramente eccessivo ma sicuramente si può parlare di modelli formativi che meglio si addicono ad un determinato contesto professionale piuttosto che ad un altro. Il difficile compito del formatore è quello di scegliere i modelli migliori per rendere più semplice l'apprendimento nelle diverse situazioni d'aula.
All'interno di un'organizzazione, il momento formativo rappresenta un'occasione che va oltre gli obiettivi didattici in quanto tali perché:
- è un momento nel quale i diversi soggetti si trovano insieme a riflettere e confrontarsi;
- si acquisiscono contenuti e si elaborano nuove ipotesi;
- l'organizzazione viene a conoscere problemi e bisogni aperti;
- è un'opportunità di approfondimento della conoscenza reciproca e delle “conoscenze”.

Attraverso modelli e strumenti formativi si può puntare maggiormente su un'area introspettiva piuttosto che su un'area più operativa, relativa ai comportamenti professionali e dunque orientata al mestiere e alla tipologia di soggetto con cui ci si trova a lavorare.

## Imparare ad apprendere
Prima su tutti emerge l'esigenza di “imparare ad apprendere”, una condizione che permette di rinnovare se stesso e le proprie conoscenze ogni qual volta ce ne sia la necessità, grazie all'acquisizione di una sorta di chiave interpretativa che ci fornisce il giusto approccio teorico per affrontare il cambiamento. L'apprendimento permanente è quindi un percorso personale di apprendimento, che prepara l'individuo a rispondere alle esigenze del vivere sociale, ogni volta ricapitalizzando il proprio sapere, modificandolo o sostituendolo. Non più quindi l'acquisizione di conoscenze una volta per tutte nella vita (tradizionale corso di studi), ma un continuo apprendimento che ci coinvolge nelle sempre nuove sfide sociali delle cosiddette società complesse.

## La globalizzazione e i nuovi metodi di apprendimento
Il successo del life long learning deriva innanzitutto dal fenomeno della globalizzazione che comporta non solo l'allargamento del mercato del lavoro, e quindi l'esigenza sempre maggiore di aggiornare costantemente il proprio bagaglio culturale e professionale, ma anche l'introduzione sempre più frequente di innovazioni che spingono e quasi obbligano l'individuo a tenersi al passo col cambiamento. C'è inoltre da prendere in considerazione il forte invecchiamento della popolazione lavoratrice italiana che porta a questa necessità di “imparare sempre”.
La ricerca scientifica evolve in tutti i campi ad una velocità tale che è difficile "restare al passo" e tenersi adeguatamente aggiornati. L'intelligenza artificiale diviene un valido supporto sempre più utile fino a potersi sostituire all'apprendimento continuo delle risorse umane, creando una base di conoscenza dinamica e condivisa che si mantiene aggiornata con lo stato dell'arte delle ultime pubblicazioni di riviste, brevetti, nuove informazioni (dati strutturati e non, come immagini e testo in molteplici lingue). Questi sistemi incrociano informazioni vecchie e nuove, e consigliano le soluzioni più adatte, aiutando i professionisti a lavorare più rapidamente e soprattutto con meno errori possibili.

## Modelli di apprendimento a confronto
Altro importante fattore di successo per la strategia del lifelong learning è il fatto che il tradizionale e istituzionale modo di apprendere non risponda più alle esigenze di una società mutevole e che impernia sempre più la propria essenza intorno al cambiamento. Non solo il mondo cambia troppo in fretta per permettere alle istituzioni di stare sempre al passo con le nuove esigenze, ma esse non forniscono le abilità e gli stimoli adatti ad affrontare tali cambiamenti. Caratteristiche quali la motivazione ad apprendere (insita nell'apprendimento permanente) o la capacità di risoluzione dei problemi sono qualità essenziali nelle learning society.

## Motivazione ad apprendere
A questo proposito è da notare come sempre più adulti oggi intraprendano la sfida dell'università come possibilità per l'individuo di accrescere le proprie competenze, di riprogettarsi, non solo al livello lavorativo ma anche rispetto a quello strettamente personale di accrescimento del sé. Questo è l'aspetto centrale innovativo del lifelong learning, non solo apprendimento come necessità e risposta a un mondo che continuamente cambia, ma anche apprendimento come motivazione personale e auto-apprendimento che responsabilizza l'individuo e lo pone come figura principale del proprio processo di apprendimento.